# Russell Viner
O professor Russell Mardon Viner, também conhecido como Russell Viner (nascido em 1963) é presidente do Royal College of Paediatrics and Child Health.